# Mariolina Bongiovanni Bertini
Mariolina Bongiovanni Bertini (Torino, 6 settembre 1947) è una francesista e critica letteraria italiana.

## Biografia
Figlia dello storico dell'arte Aldo Bertini e di Lia Pinna Pintor (cugina di Giaime Pintor), sposata con lo storico Bruno Bongiovanni, conosciuta anche come Mariolina Bertini (così ha firmato una buona parte dei suoi scritti), è una studiosa di letteratura francese, disciplina che, dopo essere stata dal 1981 ricercatore all'Università degli Studi di Torino, ha insegnato dal 1987 per un assai breve periodo come professore associato, e subito dopo come professore ordinario, all'Università degli Studi di Parma, sino al 2017.
Laureata nel 1972 in Filosofia all'Università di Torino, ha effettuato varie traduzioni per alcune case editrici. Nel 1972-1973 ha insegnato alle superiori. Dal 1974 al 1976 è stata, esercitando attività didattica, borsista in Estetica, dal 1976 al 1978 ha lavorato presso la casa editrice Einaudi e dal 1979 al 1981 come programmista alla Rai nella trasmissione televisiva di libri "Finito di stampare".
Si è occupata soprattutto di Marcel Proust e Honoré de Balzac, ma anche di Jean Racine, Molière, Stendhal, Charles Augustin de Sainte-Beuve, Gérard de Nerval, Alexandre Dumas, Charles Baudelaire, Théophile Gautier, Alfred de Vigny, Jules Amédée Barbey d'Aurevilly, Gustave Flaubert, Émile Zola, Colette, Marguerite Yourcenar, Hélène Berr, Saint-John Perse, Roger Caillois, Henry Corbin, René Girard, Georges Perec, Patrick Modiano, Édouard Glissant, Lucette Finas, Daniel Pennac, Emmanuel Carrère, Annie Ernaux, Giacomo Leopardi, Alessandro Manzoni, Annie Vivanti, Franco Fortini, Natalia Ginzburg, Italo Calvino, Liala, ecc. E poi di Giovanni Macchia (del quale ha curato una vasta raccolta di testi e saggi ne I Meridiani Mondadori), Francesco Orlando, Raffaele De Cesare, Roland Chollet, André Lorant, Lionello Sozzi.
È socio corrispondente dal 2012 e socio nazionale residente dal 2023 dell'Accademia delle Scienze di Torino per filologia, linguistica e letterature medioevali e moderne (classe di scienze morali, storiche e filologiche). È altresì membro dell'Associazione Sigismondo Malatesta, del Seminario di filologia francese e della Société des études romantiques et dix-neuviémistes. È stata invitata da Antoine Compagnon a tenere una conferenza nel suo seminario al Collège de France (2008) e ha partecipato a vari convegni, oltre che in molti altri luoghi europei e italiani, più volte alla Sorbona, all'Istituto Italiano di Cultura di Parigi e all'Università di Zurigo.
Ha collaborato a La Stampa e alle riviste Belfagor, aut aut, MicroMega, L'Indice dei libri del mese, Bulletin d'informations proustiennes, Romantisme, Micromégas, Cahiers de l'Association Internationale des Études Françaises, Studi Francesi, Francofonia, Otto/Novecento, Riga, Nuova Corrente, Quaderni proustiani e altre. È membro del consiglio direttivo del Groupe International de Recherches Balzaciennes, è corrispondente dall'Italia per L'Année balzacienne e fa parte del comitato scientifico di The Balzac Review/Revue Balzac.
Nel dicembre del 2021 le è stato assegnato il premio "Italiques" per il saggio L'ombra di Vautrin. Proust lettore di Balzac.

## Pubblicazioni principali

### Opere
- Guida a Proust, Milano, Mondadori, 1981
- Redenzione e metafora. Una lettura di Proust, Milano, Feltrinelli, 1981
- Goethe in Proust, in Autocoscienza e autoinganno. Saggi sul romanzo di formazione, Napoli, Liguori, 1985
- La pratica del tradurre. Modelli ed esercizi di traduzione dal francese in italiano, Torino, Albert Meynier, 1985 (con Franco Giacone)
- Honoré de Balzac e papà Goriot, Torino, Loescher, 1989
- Introduzione a Proust, Roma-Bari, Laterza, 1991
- Il romanzo tra i due secoli, 1880-1918, Roma, Bulzoni, 1993
- Proust e la teoria del romanzo, Torino, Bollati Boringhieri, 1996
- Letteratura, in Guida all'Italia contemporanea. 1861-1997. IV. Comportamenti sociali e cultura, Milano, Garzanti, 1998
- Rosa Rosae, Torino, Befana Press, 1999 (ed. non in commercio) (1e ed. 1979 e 1984)
- La tempesta e le orfanelle: da Dennery a Griffith, in Il Melodramma, Roma, Bulzoni, 2007
- Autour de Wann-Chlore. Le dernier roman de jeunesse de Balzac, Bern, Peter Lang AG, 2008 (con Patrizia Oppici)
- ll paganesimo nella letteratura dell'Ottocento, Roma, Bulzoni, 2009 (con altri)
- Incroci obbligati. Romanzo, ritratto, mélodrame, Milano, Unicopli, 2010
- Morales de Proust, Bergamo-Paris, Sestante-L'Harmattan, 2010 (con Antoine Compagnon)
- Déchiffrer le monde. Proust à l'écoute de Balzac, in Proust face à l'héritage du XIXe siècle. Tradition et métamorphose, Paris, Presses Sorbonne Nouvelle, 2012
- L'ultima seduzione di Francesco Orlando, Palermo, Duepunti, 2012 (con altri)
- Leopardi 1983. Inganni dell'intelletto e inganni dell'immaginazione, Torino, Befana Press, 2014 (ed. non in commercio) (1ª ed. 1983)
- Savoir contre voir. Francesco Orlando e la modernità di Proust, in Sei lezioni per Francesco Orlando. Teoria ed ermeneutica della letteratura, Pisa, Pacini, 2014
- Attraverso Natalia: un percorso proustiano degli anni Sessanta, in Non dimenticarsi di Proust, Firenze, Firenze University Press, 2014
- Visioni e portenti: Proust e The lifted veil di George Eliot, in Le Lettere e le Arti, Frankfurt am Main, Peter Lang AG, 2015
- Le Chef-d'oeuvre inconnu e l'estetica della modernità, in La penna e il pennello, Roma, Biblink, 2015
- Honoré de Balzac: gli scritti teorici, in I cadaveri nell'armadio. Sette lezioni di teoria del romanzo, Torino, Rosenberg & Sellier, 2015
- Lionello Sozzi, in Atti della Accademia delle Scienze di Torino, volume 149, Torino, Accademia delle Scienze di Torino, 2015
- Il Proust di Carlo Ginzburg tra paradigma indiziario e straniamento, in Cent'anni di Proust. Echi e corrispondenze nel Novecento italiano, Roma, Roma Tre Press, 2016
- Dalla "Grande Nanon" a Françoise: la caratterizzazione dei personaggi minori nella Recherche, in I personaggi minori: funzioni e metamorfosi di una tipologia del romanzo moderno, Pisa, Pacini, 2017
- Libri e lettori (tra autori e personaggi). Studi in onore di Mariolina Bertini, a cura di Laura Dolfi, Maria Candida Ghidini, Alba Pessini, Elena Pessini, Parma, Nuova Editrice Berti, 2017
- Torino piccola, Bologna, Edizioni Pendragon, 2018
- La sindrome del negozio fantasma, in Torinesi per sempre. Viaggio emozionale nel cuore di una città magica, Roma, Edizioni della Sera, 2018
- Préface à Roland Chollet, À la lumière de Balzac. Ètudes (1965-2012), Paris, Classiques Garnier, 2019
- L'ombra di Vautrin. Proust lettore di Balzac, Roma, Carocci Editore, 2019
- Introduzione a Giovanna Zoboli, Fuori da noi, Parma, Nuova Editrice Berti, 2019
- À l'ombre de Vautrin. Proust et Balzac, Paris, Classiques Garnier, 2019
- Su Liala, Parma, Nuova Editrice Berti, 2022

### Curatele
- Marcel Proust
  - Contro Sainte-Beuve, 1975, 1991 (Torino, Einaudi)
  - Jean Santeuil, 1976 (Torino, Einaudi),
  - Alla ricerca del tempo perduto, 1978 (Torino, Einaudi), 2008 (4ª ed. Torino, Einaudi)
  - L'indifferente, 1978 (Torino, Einaudi)
  - Scritti mondani e letterari, 1984 (Torino, Einaudi)
  - I piaceri e i giorni, 1988 (Torino, Bollati Boringhieri)
  - Jean Santeuil, 1992 (Frankfurt am Main, Suhrkamp Verlag)
  - Gegen Sainte-Beuve, 1997 (Frankfurt am Main, Suhrkamp Verlag, con Luzius Keller)
  - Sulla lettura, 2011 (Milano, Biblioteca Universale Rizzoli (BUR), Rizzoli)
  - Snob, 2013 (Parma, Nuova Editrice Berti)
  - La ragazza con le rose rosse, 2014 (Parma, Nuova Editrice Berti)
  - Saggi, 2015 (Milano, Il Saggiatore)
  - Racconti, 2017 (Firenze, Edizioni Clichy)
  - I piaceri e i giorni, 2022,  (Milano, Oscar Mondadori)
  - La gelosia di Charlus e altri scritti dai Cahiers, 2024, (Parma, Nuova Editrice Berti, con Enzo Sinigaglia)
- Honoré de Balzac
  - Patologia della vita sociale, 1992 (Torino, Bollati Boringhieri)
  - La fille aux yeux d'or, 1993 (Torino, Einaudi)
  - La cugina Betta, 1996 (Milano, Oscar Classici Mondadori)
  - La falsa amante, 1998 (Milano, Oscar Mondadori)
  - I segreti della principessa di Cadignan, 1998 (Milano, Oscar Mondadori)
  - Poetica del romanzo. Prefazioni e altri scritti teorici, 2000 (Milano, Sansoni)
  - La Commedia umana (ampia scelta), 3 voll., I° 2014 (2ª ed.) (1ª ed. 1994), II° 2005, III° 2013 (Milano, i Meridiani Mondadori)
  - Splendori e miserie delle cortigiane, 2017,  (Milano, Oscar Classici Mondadori)
  - Il figlio maledetto, 2019, (Venezia, Marsilio, con Alessandra Ginzburg)
  - Wann-Chlore. Jane la pallida, 2020, (Firenze, Edizioni Clichy, con Alessandra Ginzburg)
  - I martiri ignorati, 2022, (Firenze, Edizioni Clichy, con Alessandra Ginzburg)
  - Pierre Grassou con Gli artisti, 2024, (Firenze, Edizioni Clichy, con Alessandra Ginzburg)
- Giovanni Macchia
  - Ritratti, personaggi, fantasmi, 1997 (Milano, I Meridiani Mondadori)
  - Giovanni Macchia lecteur de Proust, in Proust en Italie, 2004 (Caen, Presses Universitaires de Caen)
- Gustave Flaubert
  - Le cento pagine più belle di Flaubert, 1981 (Milano, CDE)
- Stendhal
  - Vita di Rossini, 1983 (Torino, EDT (editore) )
- Colette
  - Duo, 1994 (Venezia, Marsilio Editori), 2002 (3ª ed., Venezia, Marsilio Editori)
- Lucette Finas
  - Il raggio della lettura. Proust ritocca Balzac, 2007 (Firenze, Le Càriti)
- Francesco Saverio Merlino
  - L'Italia qual è, 2012 (Forlì, Una città) (ed. orig. in francese 1890)
- Alexandre Dumas
  - La Sfinge Rossa, 2014 (Milano, I Meridiani Paperback, Mondadori)
- Gérard de Nerval
  - Le notti d'ottobre, 2015 (3ª ed.) (1ª ed. 1991) (Torino, Edizioni Lindau)
- Tierno Monénembo
  - Il re di Kahel, 2018 (Parma, Nuova Editrice Berti)
- Aldo Garosci
  - Anni di Torino Anni di Parigi e altre pagine autobiografiche, 2019 (Parma, Nuova Editrice Berti, con Giovanni De Luna)
- Peter Brooks
  - L'immaginazione melodrammatica,   2023 (Milano, il Saggiatore)

### Edizioni scolastiche
- Letture e strumenti: antologia italiana per il biennio della scuola media superiore, (con Augusta Possevini), Milano, Principato Editore, 1979
- Beaubourg. Auteurs, textes, genres de la littérature française, 3 voll., (con altri), Milano, Einaudi scuola, 2002
- Rivegauche, 2 voll. (con altri), Milano, Einaudi scuola, 2008
- Lire. Littérature, histoire, culture, image, 2 voll. (con altri), Milano, Einaudi scuola, 2012
- La Grande Librairie. Littérature, histoire, culture, image, 2 voll. (con altri), Milano, Einaudi scuola, 2017
- Échos, (con altri), Milano, Einaudi scuola, e Milano, Mondadori, 2022